# Championnats du monde de cyclisme sur piste 1953
Navigation
Paris 1952 Cologne 1954
Les Championnats du monde de cyclisme sur piste 1953 ont eu lieu du 21 au 26 août à Zurich, en Suisse. Les compétitions se sont déroulées au vélodrome de Zurich-Oerlikon.

## Résultats

### Podiums professionnels
| Compétition | Or                          | Argent                      | Bronze                      |
| ----------- | --------------------------- | --------------------------- | --------------------------- |
| Vitesse     | Arie van Vliet Pays-Bas     | Enzo Sacchi Italie          | Reginald Harris Royaume-Uni |
| Poursuite   | Sydney Patterson Australie  | Kay-Werner Nielsen Danemark | Antonio Bevilacqua Italie   |
| Demi-fond   | Adolph Verschueren Belgique | Roger Queugnet France       | Henri Lemoine France        |

Note:

La Poursuite se réalise sur une distance de 5 000 mètres et le Demi-fond sur une distance de 100 kilomètres.

### Podiums amateurs
| Compétition | Or                      | Argent                  | Bronze                       |
| ----------- | ----------------------- | ----------------------- | ---------------------------- |
| Vitesse     | Marino Morettini Italie | Cesare Pinarello Italie | Werner Potzernheim Allemagne |
| Poursuite   | Guido Messina Italie    | Loris Campana Italie    | Daan de Groot Pays-Bas       |

Note:

La Poursuite se réalise sur une distance de 4 000 mètres.

## Tableau des médailles
| Rang | Nation               | Or | Argent | Bronze | Total |
| ---- | -------------------- | -- | ------ | ------ | ----- |
| 1    | Italie               | 2  | 3      | 1      | 6     |
| 2    | Pays-Bas             | 1  | 0      | 1      | 2     |
| 4    | Australie            | 1  | 0      | 0      | 1     |
| -    | Belgique             | 1  | 0      | 0      | 1     |
| 6    | France               | 0  | 1      | 1      | 2     |
| 7    | Danemark             | 0  | 1      | 0      | 1     |
| 8    | Allemagne de l'Ouest | 0  | 0      | 1      | 1     |
| -    | Grande-Bretagne      | 0  | 0      | 1      | 1     |